# Duplín
Duplín é um município da Eslováquia, situado no distrito de Stropkov, na região de Prešov. Tem 9,07 km² de área e sua população em 2018 foi estimada em 545 habitantes.

## Demografia
| Ano:        | 1994 | 2004   | 2014    | 2024   |
| ----------- | ---- | ------ | ------- | ------ |
| Broj ljudi: | 494  | 452    | 531     | 514    |
| Razlika:    |      | -8,50% | +17,47% | -3,20% |

| Ano:               | 2023 | 2024   |
| ------------------ | ---- | ------ |
| Número de pessoas: | 506  | 514    |
| Diferença:         |      | +1,58% |